# Ecuador i olympiska sommarspelen 2012
Ecuador deltog i olympiska sommarspelen 2012 som ägde rum i London i Storbritannien mellan den 27 juli och den 12 augusti 2012. Ingen av landets deltagare erövrade någon medalj.

## Boxning
- Huvudartikel: Boxning vid olympiska sommarspelen 2012

Herrar
| Boxare         | Gren            | Sextondelsfinal           | Åttondelsfinal            | Kvartsfinal          | Semifinal            | Final                | Final            |
| Boxare         | Gren            | Motståndare Resultat      | Motståndare Resultat      | Motståndare Resultat | Motståndare Resultat | Motståndare Resultat | Placering        |
| -------------- | --------------- | ------------------------- | ------------------------- | -------------------- | -------------------- | -------------------- | ---------------- |
| Carlos Quipo   | Lätt flugvikt   | de la Nieve (ESP) W 14–11 | Pongprayoon (THA) L 6–10  | Gick inte vidare     | Gick inte vidare     | Gick inte vidare     | Gick inte vidare |
| Anderson Rojas | Lätt weltervikt | Rahmonov (UZB) L 10–16    | Gick inte vidare          | Gick inte vidare     | Gick inte vidare     | Gick inte vidare     | Gick inte vidare |
| Carlos Sánchez | Weltervikt      | Nolan (IRL) L 8–14        | Gick inte vidare          | Gick inte vidare     | Gick inte vidare     | Gick inte vidare     | Gick inte vidare |
| Marlo Delgado  | Mellanvikt      | Drenovak (SRB) L 12–13    | Gick inte vidare          | Gick inte vidare     | Gick inte vidare     | Gick inte vidare     | Gick inte vidare |
| Carlos Góngora | Lätt tungvikt   | Husejnli (AZE) W 9–8      | Nijazjmbetov (KAZ) L 5–13 | Gick inte vidare     | Gick inte vidare     | Gick inte vidare     | Gick inte vidare |
| Julio Castillo | Tungvikt        | i.u.                      | Karnejeu (BLR) L 12–21    | Gick inte vidare     | Gick inte vidare     | Gick inte vidare     | Gick inte vidare |
| Ítalo Perea    | Supertungvikt   | i.u.                      | Cammarelle (ITA) L 10–18  | Gick inte vidare     | Gick inte vidare     | Gick inte vidare     | Gick inte vidare |

## Brottning
- Huvudartikel: Brottning vid olympiska sommarspelen 2012

Herrar, grekisk-romersk stil
| Brottare       | Gren   | Kvalomgång           | Åttondelsfinal          | Kvartsfinal          | Semifinal            | Återkval 1           | Återkval 2           | Final / brons        | Final / brons |
| Brottare       | Gren   | Motståndare Resultat | Motståndare Resultat    | Motståndare Resultat | Motståndare Resultat | Motståndare Resultat | Motståndare Resultat | Motståndare Resultat | Placering     |
| -------------- | ------ | -------------------- | ----------------------- | -------------------- | -------------------- | -------------------- | -------------------- | -------------------- | ------------- |
| Vicente Huacon | -66 kg | BYE                  | El-Gharably (EGY) L 1–3 | Gick inte vidare     | Gick inte vidare     | Gick inte vidare     | Gick inte vidare     | Gick inte vidare     | 12            |

Damer, fristil
| Brottare       | Gren   | Kvalomgång           | Åttondelsfinal        | Kvartsfinal          | Semifinal            | Återkval 1           | Återkval 2           | Final / brons        | Final / brons |
| Brottare       | Gren   | Motståndare Resultat | Motståndare Resultat  | Motståndare Resultat | Motståndare Resultat | Motståndare Resultat | Motståndare Resultat | Motståndare Resultat | Placering     |
| -------------- | ------ | -------------------- | --------------------- | -------------------- | -------------------- | -------------------- | -------------------- | -------------------- | ------------- |
| Lissette Antes | -55 kg | BYE                  | Butkevych (GBR) W 3–1 | Rentería (COL) L 1–3 | Gick inte vidare     | Gick inte vidare     | Gick inte vidare     | Gick inte vidare     | 9             |

## Cykling
- Huvudartikel: Cykling vid olympiska sommarspelen 2012

### Landsväg
| Cyklist     | Gren                | Tid | Placering |
| ----------- | ------------------- | --- | --------- |
| Byron Guama | Herrarnas linjelopp | OTL | OTL       |

### BMX
| Cyklist      | Gren          | Seedning | Seedning  | Kvartsfinal | Kvartsfinal | Semifinal        | Semifinal        | Final            | Final            |
| Cyklist      | Gren          | Resultat | Placering | Poäng       | Placering   | Poäng            | Placering        | Resultat         | Placering        |
| ------------ | ------------- | -------- | --------- | ----------- | ----------- | ---------------- | ---------------- | ---------------- | ---------------- |
| Emilio Falla | Herrarnas BMX | 39.737   | 24        | 23          | 21          | Gick inte vidare | Gick inte vidare | Gick inte vidare | Gick inte vidare |

## Friidrott
- Huvudartikel: Friidrott vid olympiska sommarspelen 2012

Förkortningar
- Notera – Placeringar gäller endast den tävlandes eget heat
- Q = Kvalificerade sig till nästa omgång via placering
- q = Kvalificerade sig på tid eller, i fältgrenarna, på placering utan att ha nått kvalgränsen
- NR = Nationellt rekord
- N/A = Omgången inte möjlig i grenen
- Bye = Idrottaren behövde inte delta i omgången

Herrar
Bana och väg
| Idrottare        | Gren       | Heat     | Heat      | Semifinal | Semifinal | Final    | Final     |
| Idrottare        | Gren       | Resultat | Placering | Resultat  | Placering | Resultat | Placering |
| ---------------- | ---------- | -------- | --------- | --------- | --------- | -------- | --------- |
| Miguel Almachi   | Maraton    | i.u.     | i.u.      | i.u.      | i.u.      | 2:19:53  | 50        |
| Mauricio Arteaga | 20 km gång | i.u.     | i.u.      | i.u.      | i.u.      | 1:25:51  | 44        |
| Andrés Chocho    | 50 km gång | i.u.     | i.u.      | i.u.      | i.u.      | DSQ      | DSQ       |
| Xavier Moreno    | 50 km gång | i.u.     | i.u.      | i.u.      | i.u.      | 4:09:23  | 47        |
| Byron Piedra     | 10 000 m   | i.u.     | i.u.      | i.u.      | i.u.      | DNF      | DNF       |
| Alex Quiñónez    | 200 m      | 20.28    | 1 Q       | 20.37     | 3 q       | 20.57    | 7         |

Fältgrenar
| Idrottare      | Gren     | Kval  | Kval      | Final            | Final            |
| Idrottare      | Gren     | Längd | Placering | Längd            | Placering        |
| -------------- | -------- | ----- | --------- | ---------------- | ---------------- |
| Diego Ferrín   | Höjdhopp | 2.21  | 21        | Gick inte vidare | Gick inte vidare |
| Adrian Sornoza | Tresteg  | 16.04 | 25        | Gick inte vidare | Gick inte vidare |

Damer
Bana och väg
| Idrottare      | Gren       | Heat     | Heat      | Semifinal        | Semifinal        | Final            | Final            |
| Idrottare      | Gren       | Resultat | Placering | Resultat         | Placering        | Resultat         | Placering        |
| -------------- | ---------- | -------- | --------- | ---------------- | ---------------- | ---------------- | ---------------- |
| Rosa Chacha    | Maraton    | i.u.     | i.u.      | i.u.             | i.u.             | 2:40:57          | 83               |
| Ericka Chávez  | 200 m      | 23.70    | 7         | Gick inte vidare | Gick inte vidare | Gick inte vidare | Gick inte vidare |
| Yadira Guamán  | 20 km gång | i.u.     | i.u.      | i.u.             | i.u.             | 1:34:47          | 40               |
| Lucy Jaramillo | 400 m häck | 57.74    | 7         | Gick inte vidare | Gick inte vidare | Gick inte vidare | Gick inte vidare |
| Paola Pérez    | 20 km gång | i.u.     | i.u.      | i.u.             | i.u.             | 1:37:05          | 51               |

## Judo
Damer
| Idrottare        | Gren                     | Sextondelsfinal      | Åttondelsfinal           | Kvartsfinal          | Semifinal            | Återkval             | Bronsmatch           | Final                | Final            |
| Idrottare        | Gren                     | Motståndare Resultat | Motståndare Resultat     | Motståndare Resultat | Motståndare Resultat | Motståndare Resultat | Motståndare Resultat | Motståndare Resultat | Placering        |
| ---------------- | ------------------------ | -------------------- | ------------------------ | -------------------- | -------------------- | -------------------- | -------------------- | -------------------- | ---------------- |
| Estefania García | Halv mellanvikt (-63 kg) | BYE                  | Žolnir (SLO) L 1000–0001 | Gick inte vidare     | Gick inte vidare     | Gick inte vidare     | Gick inte vidare     | Gick inte vidare     | Gick inte vidare |

## Kanotsport
Sprint
| Kanotist        | Gren               | Heat   | Heat      | Semifinal | Semifinal | Final  | Final     |
| Kanotist        | Gren               | Tid    | Placering | Tid       | Placering | Tid    | Placering |
| --------------- | ------------------ | ------ | --------- | --------- | --------- | ------ | --------- |
| César de Cesare | Herrarnas K1 200 m | 36.181 | 5 Q       | 36.975    | 4 FB      | 38.075 | 12        |

## Ridsport

### Fälttävlan
| Tävlande                | Häst        | Gren        | Dressyr | Dressyr   | Terrängbana | Terrängbana | Hoppning | Hoppning  | Hoppning        | Hoppning        | Totalt | Totalt    |
| Tävlande                | Häst        | Gren        | Dressyr | Dressyr   | Terrängbana | Terrängbana | Kval     | Kval      | Final           | Final           | Totalt | Totalt    |
| Tävlande                | Häst        | Gren        | Straff  | Placering | Straff      | Placering   | Straff   | Placering | Straff          | Placering       | Straff | Placering |
| ----------------------- | ----------- | ----------- | ------- | --------- | ----------- | ----------- | -------- | --------- | --------------- | --------------- | ------ | --------- |
| Ronald Zabala-Goetschel | Master Rose | Individuell | 53,3    | 45        | 36          | 48          | 7        | 43        | ej kvalificerad | ej kvalificerad | 96,3   | 43        |

## Triathlon
| Triathlet       | Gren               | Simning (1,5 km) | Trans 1 | Cykling (40 km) | Trans 2 | Löpning (10 km) | Total tid | Placering |
| --------------- | ------------------ | ---------------- | ------- | --------------- | ------- | --------------- | --------- | --------- |
| Elizabeth Bravo | Damernas triathlon | 19:50            | 0:42    | 1:10:44         | 0:32    | 38:12           | 2:10:00   | 49        |